# Tuffi ai campionati europei di nuoto 2020 - Piattaforma 10 metri femminile
Il concorso dei tuffi dalla piattaforma 10 metri femminile dei campionati europei di nuoto 2020 si è svolto il 13 maggio 2021 alla Duna Aréna di Budapest. Hanno preso parte alla competizione diciannove tuffatrici.

## Risultati
Il turno preliminare è iniziato alle 12:30. La finale si è disputata alle 20:55.
In verde sono indicati i finalisti
| Class   | Tuffatrice                | Nazione       | Preliminare | Preliminare | Finale          | Finale          |
| Class   | Tuffatrice                | Nazione       | Punti       | Class       | Punti           | Class           |
| ------- | ------------------------- | ------------- | ----------- | ----------- | --------------- | --------------- |
| Oro     | Anna Konanykhina          | Russia        | 260.15      | 11          | 365.25          | 1               |
| Argento | Julija Timošinina         | Russia        | 288.70      | 3           | 329.20          | 2               |
| Bronzo  | Andrea Spendolini-Sirieix | Gran Bretagna | 276.40      | 8           | 326.60          | 3               |
| 4       | Sofija Lyskun             | Ucraina       | 297.25      | 1           | 321.75          | 4               |
| 5       | Lois Toulson              | Gran Bretagna | 253.80      | 12          | 321.10          | 5               |
| 6       | Celine van Duijn          | Paesi Bassi   | 289.60      | 2           | 299.80          | 6               |
| 7       | Alaïs Kalonji             | Francia       | 275.75      | 9           | 286.25          | 7               |
| 8       | Christina Wassen          | Germania      | 280.80      | 7           | 279.95          | 8               |
| 9       | Sarah Jodoin Di Maria     | Italia        | 273.60      | 10          | 278.35          | 9               |
| 10      | Tanya Watson              | Irlanda       | 287.70      | 4           | 275.10          | 10              |
| 11      | Noemi Batki               | Italia        | 282.70      | 6           | 270.10          | 11              |
| 12      | Elena Wassen              | Germania      | 283.35      | 5           | 258.65          | 12              |
| 13      | Ciara McGing              | Irlanda       | 251.80      | 13          | Non qualificate | Non qualificate |
| 14      | Guurtje Praasterink       | Paesi Bassi   | 251.55      | 14          | Non qualificate | Non qualificate |
| 15      | Helle Tuxen               | Norvegia      | 245.65      | 15          | Non qualificate | Non qualificate |
| 16      | Anne Tuxen                | Norvegia      | 243.40      | 16          | Non qualificate | Non qualificate |
| 17      | Nicoleta Muscalu          | Romania       | 220.60      | 17          | Non qualificate | Non qualificate |
| 18      | Maïssam Naji              | Francia       | 207.40      | 18          | Non qualificate | Non qualificate |
| 19      | Dominika Mirowska         | Polonia       | 179.75      | 19          | Non qualificate | Non qualificate |